# Фандом
Фандом, фендом, фенді (англ. fandom, досл. «фанатство») — неформальне (як правило) субкультурне співтовариство, учасники якого об'єднані єдиним інтересом, пов'язаним із творами мистецтва — пристрастю до певного фільму, книги, серіалу тощо.
Рідше цим же словом визначають всю сукупність фанатської вторинної творчості, що належить до певного твору або описаного в одному або кількох творах альтернативного світу. Взагалі, фендоми чітко поділені за захопленнями. Найпопулярнішим і найрозвиненішим в Україні є український аніме-фендом.

## Визначення
Термін «фендом» прийшов в українську мову з англійської. Спочатку це слово означало групу людей, що захоплюються науковою фантастикою, але поступово значення терміна стало більш розпливчастим. Як і у випадку західних фендомів, перший і найбільший український фендом пов'язаний з аніме (час розквіту: 1990-ті — 2000-ні роки). І зараз найчисленнішим фендомом в Україні є аніме-фендом, потім йде фендом «Гаррі Поттера» та інших.
Існують спеціальні назви для фанів деяких окремих жанрів і напрямків. Наприклад, отаку — любителі аніме і манґи; косплеєри — любителі косплею, на улюблених персонажів аніме й манґи; трекери — любителі серіалу «Зоряний шлях»; поттеромани — любителі книг і фільмів про Гаррі Поттера; толкіністи — любителі творчості Дж. Р. Р. Толкіна, кінгомани — любителі творчості Стівена Кінга; хувіани (докторомани) — любителі серіалу «Доктор Хто», шерлокіанці — любителі серіалу «Шерлок», броні — любителі серіалу «My Little Pony», хеталійці — любителі аніме і манґи «Hetalia», персомани — любителі книг і фільмів про Персі Джексона, гліки — любителі серіалу «Glee», ємцефани — любителі творчості Дмитра Ємеця, дирекшионери — любителі творчості популярного британсько-ірландського бойз-бенду One Direction, енімалс — шанувальники співачки Кеші, к-попери — прихильники корейської поп-музики.
Не всі шанувальники певного твору є учасниками фендому. Головний сенс існування фендому — спілкування з іншими фанатами. Зараз обмін інформацією між членами фендому здійснюється в основному через Інтернет, хоча досі актуальні та класичні форми — місцеві клуби любителів аніме, фензін (аматорські періодичні видання) і конвенти (регіональні, національні та міжнародні з'їзди чи конференції, фестивалі, як правило, щорічні).
Слово «фендом» іноді використовується — зазвичай, коли мова заходить про фанфіки і — не в значенні «співтовариство зацікавлених людей», а в значенні «сукупність всіх створених цими людьми апокрифів, малюнків, анекдотів, костюмів, та іншої творчості, вторинної стосовно певного твору». У такому значенні воно вживається у виразах на зразок «фанфік за таким-то Фендомом».
Також є терміни «фандомний образ персонажа», «фандомний міф». «Фандомний (Фанона) образ» — збірний образ персонажа, яким його зображують автори більшості фанфіків, в деяких випадках сильно відрізняється від образу цього ж персонажа у першоджерелі («каноні»). «Фандомний міф» — факт, що стосується вигаданого світу, не описаний у «каноні», але часто згадується у фанфікшені. Сукупність фандомних міфів часто називається терміном «Фанон» (від «Фанд» + «канон»).

## Фендом в інтернеті
Нині фендоми активно використовують Інтернет як для інформаційного обміну, так і для створення архівів інформації за своєю темою. Для цього часто використовуються форуми, блоги, соціальні мережі, відеохостинги та інші колективно редаговані сайти. Поширеним видом творчості є фан-фікшн — написання історій про всесвіт та персонажів фендому. Іншими видами творчості є фан-відео (створення аматорських відеороликів на тему фендому з кадрами, об'єднаними спільною ідеєю) і фанарт (який може мати на увазі як створення оригінальних малюнків, так і перероблювання готових матеріалів для створення колажів, аватарів, заставок для робочого столу). Інтернет також використовується для організації різних заходів у рамках фендому, наприклад рольових ігор, популярних в Україні фестивалів та конкурсів косплею.